# Merenptah (herceg)
Merenptah ókori egyiptomi herceg a XIX. dinasztia idején, valószínűleg Merenptah fáraó egyik fia, létezése azonban nem tisztázott.
Merenptah herceg két, eredetileg I. Szenuszerthez tartozó szoborról ismert, melyeket Merenptah fáraó kisajátított – ezeket Taniszban és Alexandriában találták meg –, valamint három bubasztiszi szobortöredékről. Mivel neve megegyezik apjáéval, és hasonlít bátyjáéhoz, Széthi-Merenptahéhoz, lehetséges, hogy az emlékművek, melyet az övének tartanak, lehet, hogy valójában apjáé voltak és még herceg korában készültek, vagy a bátyját ábrázolják, viszont a két Szenuszert-szobrot Merenptah már fáraósága alatt sajátította ki, azonkívül Merenptah más sorrendben viselte címeit, mint apja és bátyja (ráadásul II. Széthi később, uralkodása alatt is mindenhol a kettős nevét használta – Széthi-Merenptah). Problémássá teszi Merenptah herceg külön személyként való azonosítását, hogy homlokán ureuszt visel, ami azt jelzi, hogy trónra lépett, de lehetséges, hogy mindez a kavarodás a Széthi és Amenmessze közti polgárháborúnak köszönhető.